# U-ka Segusa
U-ka saegusa (三枝夕夏; Saegusa Yûka) es una cantante de pop japonés nacida el 9 de junio de 1980 en la ciudad de Nagoya, en Aichi, Japón.

## Banda
U-ka saegusa pertenece a la banda U-ka saegusa IN db, cuyos miembros son:
- U-ka saegusa (三枝夕夏) Vocales
- Yûichirô Iwai(岩井勇一郎) Guitarra
- Taku Ohyabu (大藪拓) Bajo
- Keisuke Kurumatani(車谷啓介) Batería

El grupo se desarmó a fines del 2009.

## Sencillos
- [2002.06.12] Whenever I think of you #41
- [2002.08.28] It's for You #20
- [2002.11.06] Tears go by #24
- [2003.06.18] CHU☆TRUE LOVE #20
- [2003.08.20] I can't see, I can't feel #30
- [2003.10.29] Kimi to Yakusoku Shita Yasashii Ano Basho Made (君と約束した優しいあの場所まで) #8
- [2004.03.03] Nemuru Kimi no Yokogao ni Hohoemi wo (眠る君の横顔に微笑みを) #12
- [2004.08.11] Hekonda Kimochi Tokasu Kimi (へこんだ気持ち 溶かすキミ) #14
- [2004.09.15] Egao de Iyou yo (笑顔でいようよ) #12
- [2004.10.13] Itsumo Kokoro ni Taiyou wo (いつも心に太陽を) #16
- [2005.02.16] Tobitatenai Watashi ni Anata ga Tsubasa wo Kureta (飛び立てない私にあなたが翼をくれた) #24
- [2005.06.15] June Bride ~anata shika mienai~ (ジューンブライド ~あなたしか見えない~) #12
- [2005.11.16] Kimi no Ai ni Tsutsumarete Itai (君の愛に包まれて痛い) #20
- [2006.02.15] Ai no Wana (愛のワナ) #36
- [2006.05.24] Fall in Love #32
- [2006.07.12] Everybody Jump #40
- [2006.09.20] Taiyou (太陽) #13
- [2007.01.31] Kumo ni Notte (雲に乗って) #12
- [2007.10.31] Ashita wa Ashita no Kaze no Naka......Yume no Naka / Atarashii Jibun he Kawaru Switch (明日は明日の風の中......夢の中 / 新しい自分へ変わるスイッチ) #37
- [2008.02.27] Yuki Doke no Ano Kawa no Nagare no You ni (雪どけのあの川の流れのように) #19
- [2008.12.10] Daremo ga Kitto Dareka no Santa Claus (誰もがきっと誰かのサンタクロース) #39
- [2009.02.25] Mou Kimi wo Hitori ni Sasenai (もう君をひとりにさせない) #54
- [2009.06.03] Itsumo Sugao no Watashi de Itai (いつも素顔の私でいたい) #35
- [2009.08.26] Natsu no Owari ni Anata he no Tegami Kaki Tomete Imasu (夏の終わりにあなたへの手紙書き留めています) #71

## Álbumes
- [2003.11.19] U-ka saegusa IN db 1st ~Kimi to Yakusoku Shita Yasashii Ano Basho Made~ (三枝夕夏 IN db 1st ~君と約束した優しいあの場所まで~) #8
- [2004.11.17] U-ka saegusa IN db II #24
- [2006.09.20] U-ka saegusa IN db III #19
- [2007.06.06] U-ka saegusa IN d-best ~Smile & Tears~ #5
- [2009.11.25] U-ka saegusa IN db IV ~CRYSTAL na Kisetsu ni Miserarete~ (U-ka saegusa IN db IV ~クリスタルな季節に魅せられて~) #33
- [2010.01.13] U-ka saegusa IN db Final Best #30

## Miniálbumes
- [2003.02.05] Secret & Lies #20

## DVD
- [2003.11.19] U-ka saegusa IN db FILM COLLECTION VOL.1 -SHOCKING BLUE-
- [2005.02.16] U-ka saegusa IN db (one 1 Live)
- [2005.09.21] U-ka saegusa IN db FILM COLLECTION VOL.2
- [2006.11.01] U-ka saegusa IN db CHOCO II to LIVE (U-ka saegusa IN db CHOCO II と LIVE)
- [2008.02.27] U-ka saegusa IN d-best LIVE ~Smile & Tears~ (三枝夕夏 IN d-best LIVE ～Smile & Tears～)
- [2008.06.11] U-ka saegusa IN db FILM COLLECTION VOL.3

## Compilaciones
- [2003.11.26] THE HIT PARADE (Track #4)
- [2006.06.14] 100 Mono Tobira (100もの扉) (with Aiuchi Rina and Sparkling☆Point) #8
- [2007.04.11] Nanatsu no Umi wo Wataru Kaze no You ni (七つの海を渡る風のように) (with Aiuchi Rina) #6
- [2008.08.06] THE BEST OF DETECTIVE CONAN 3 (CD1: Tracks #2, #11 CD2: Tracks #1, #3, #11)

## Enlaces de Interés
- Web Oficial

- Datos: Q852178